# 対向ピストン機関

対向ピストン機関のアニメーション

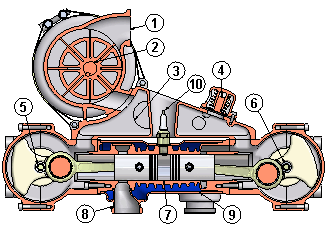
対向ピストン機関の仕組み
1. 燃料と空気の混合気の吸気口
2. 過給機 (ここでは: 回転式ポンプ; オリジナル: 遠心式)
3. 混合気を一時的にためる空間
4. 一定の圧力で作動する掃気弁
5. 出力クランク機構 (吸気口が非対称制御ダイアグラムに達する前)
6. 吸気クランク機構
7. 吸気口と排気口を備えたシリンダー
8. 排気
9. 水冷ジャケット
10. 点火栓

対向ピストン機関（たいこうピストンきかん、英語: opposed-piston engine）は、内燃機関の一形式である。1気筒に対して2個のピストンが対向して備えられ、燃焼室を共有する。
クランクシャフトを共用し外側に向かってそれぞれの燃焼室がある水平対向エンジンや180°V型エンジンとは異なる。日本ではシリンダーを縦置きとした「クルップ-ユンカース式エンジン」（後述）が自動車用・鉄道車両用として1930年代後半から1955年まで輸入・製造されたため、これら水平配置のエンジンと区別するために垂直対向エンジンと称されることがある。
また複動式機関とも異なる。
一部では小型の対向ピストン機関が使用される。

## 採用内燃機関

アトキンソン・デファレンシャル・エンジン

- アトキンソンサイクル - ジェームス・アトキンソン（英語版）が1882年に発表した、オットーサイクルを元にした最初のアトキンソンサイクルエンジンは、アトキンソン・デファレンシャル（差動）・エンジンと呼ばれる、対向ピストンエンジンであった。

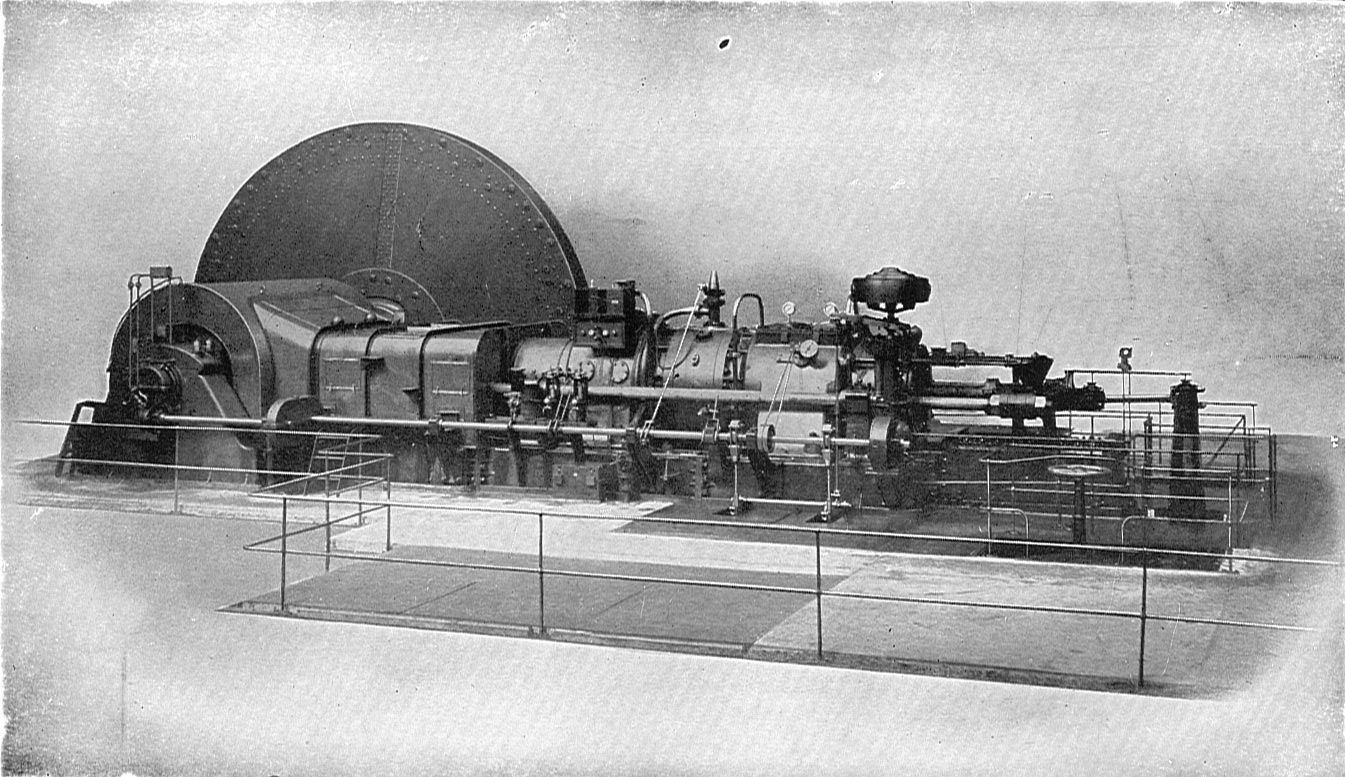
オッヘルハイザー・ガスエンジン

- オッヘルハイザー・ガスエンジン - 1888年より研究を開始し、1892年に100馬力、1898年には1,000馬力の定置型産業用エンジンを実用化している。アドルフ・フォン・オッヘルハイザー（ドイツ語版）率いるコンチガスAG（英語版）がフーゴー・ユンカースと共同開発したもので、ユンカース自身は1893年に提携解消しているが、オッヘルハイザーはその後も開発を継続して1,800馬力のエンジンも製造している。ライセンスは海外のメーカーにも供与され、英国ではウィリアム・ベアードモア・アンド・サンズ（英語版）が同じ構造のエンジンを製造していた。[1][2]
- ミシェルエンジン（英語版） - フリードリヒ・クルップ・ゲルマニアヴェルフト（ゲルマニア造船所〈ドイツ語版、英語版〉）の技師であったヘルマン・ミシェル（ドイツ語版、英語版）がUボート用に設計した2ストロークディーゼルエンジンで、1920年にドイツ、1921年にアメリカ合衆国で特許を取得した。1シリンダー2ピストン型のほかに、Y字型に配列された3つのシリンダーで3つのピストンが対向するものも設計・出願した[3]。各ピストンのコネクティングロッドはエンジンの外側に向かって伸びているが、出力側への動力伝達にはクランクシャフトではなく大きな円盤状のカムを用いており、クランクレスカムエンジン（英語版）と呼ばれる形式の一つである。3シリンダー型は設計変更が行われ、外側にギアで連結さた3本のクランクシャフトを持つ構造となった。

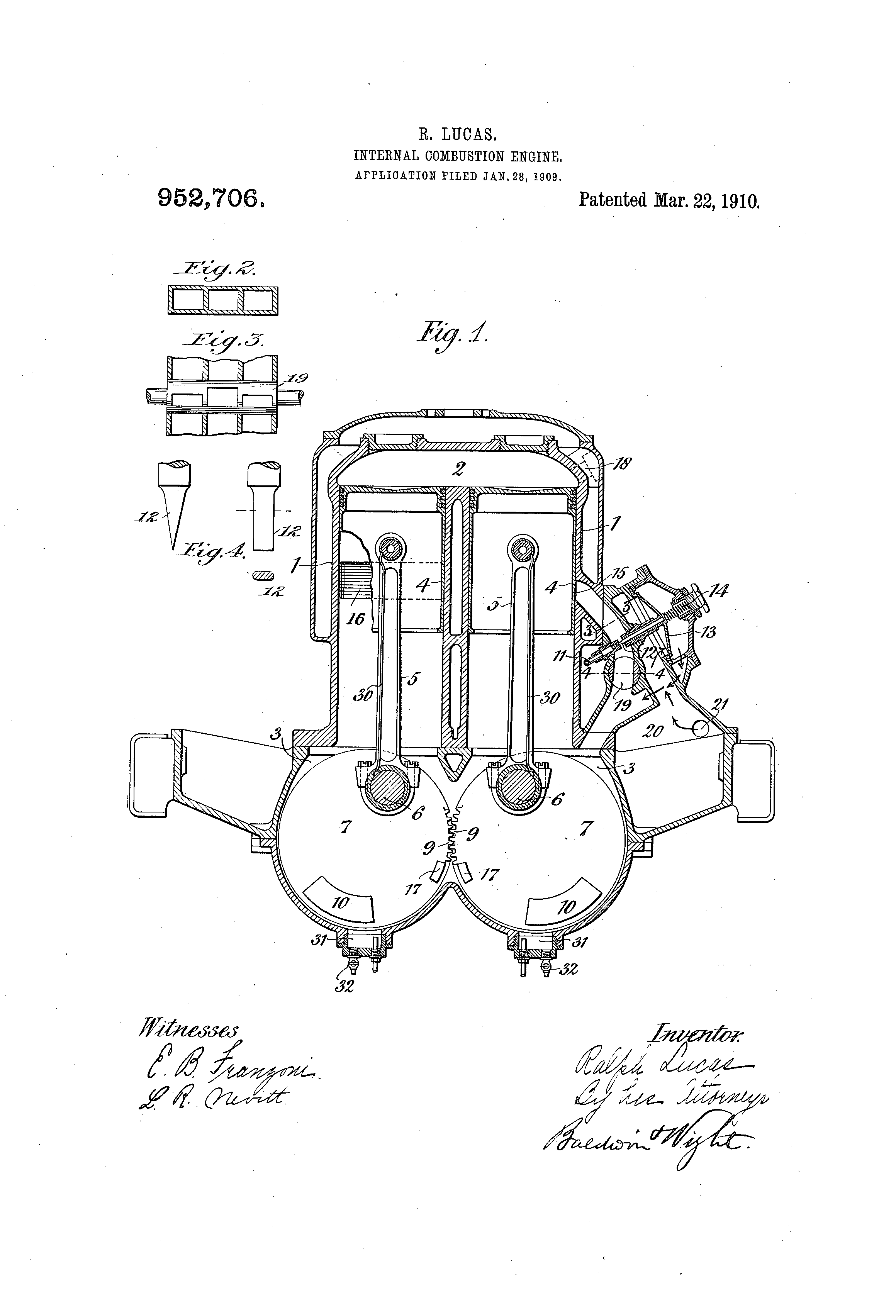
ラルフ・ルーカス・バルブレスエンジン

- ラルフ・ルーカス（英語版） - イギリス人技術者、ラルフ・ルーカス（1882 - 1934）により発明され、1901年から1915年に掛けて同名の自動車メーカーや、バルブレス（英語版）の自動車で採用された。スプリット・シングルやU型エンジンにも分類されうるが、独立したクランクシャフトを持ち、ギア駆動により出力軸への動力伝達が行われるという点が上下対向エンジンと共通している。

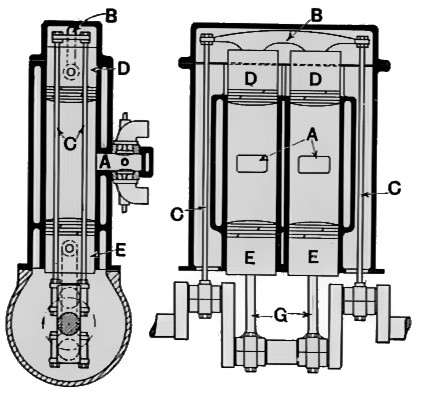
1900年製Gobron Brillieエンジン

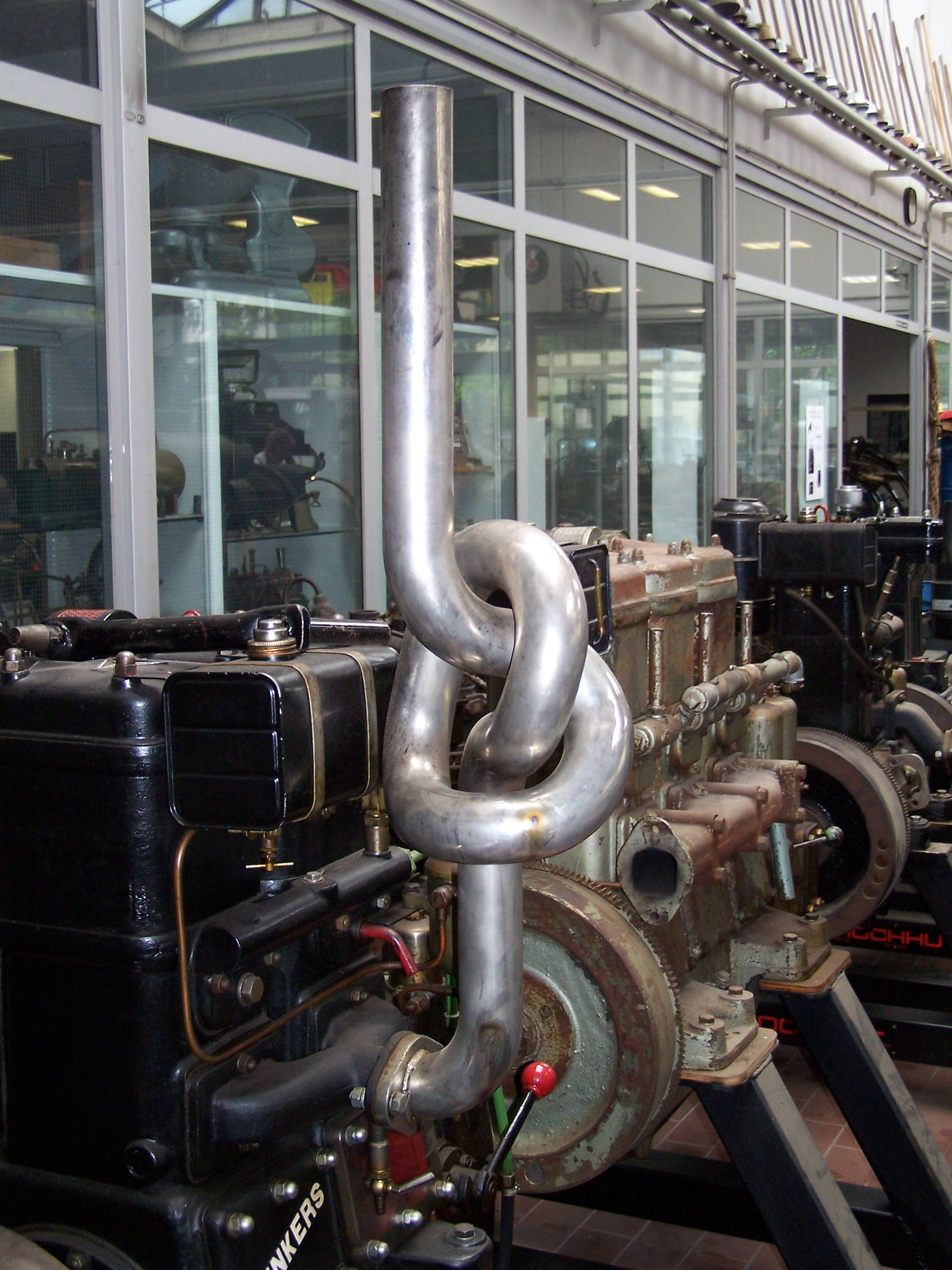
クルップ-ユンカース HK65エンジン

- ゴブロン-ブリリエ（英語版） - 1898年から1930年に掛けて後述のクルップ・HK型エンジンに似たサイドロッドを持つ上下対向式ガソリンエンジンを製造していた。1904年にはルイ・リゴリー（英語版）が運転する排気量13.5リットルのエンジンを搭載した車両が156.51 km/hの世界記録を樹立している（FIA公認記録ではない）。
- コロムナ・ロコモーティブ・ワークス（英語版） - 帝政ロシア時代の1907年にロシア人技術者のレイモンド・A・コレイヴォが、世界初の上下対向式.ディーゼルエンジンを開発し、フランスにて特許を取得しているが、肝心の経営陣にこのエンジンを製品化する気がなく、日の目を見る事は無かった。Koreyvoの設計は片方のピストンを掃気ポート、もう一方のピストンに排気ポートの開閉を司る機能を持たせ、掃気と排気の流れを一方向として掃気効率を高めるユニフロー掃気ディーゼルエンジンの概念を採り入れており、後のユモシリーズやデルティックでも同様の概念が用いられた。
- ユンカース ユモ 204（英語版） - オッヘルハイザー・ガスエンジンの時代よりユンカースが研鑽していた対向ピストンを航空用エンジンとして実用化したもので、原型となったMo 3型エンジンは第一次世界大戦中の1913年に登場している。1934年にはネイピア・アンド・サンによりライセンス生産のネイピア カルベリン（英語版）が製造され、デルティック開発の布石ともなっている。

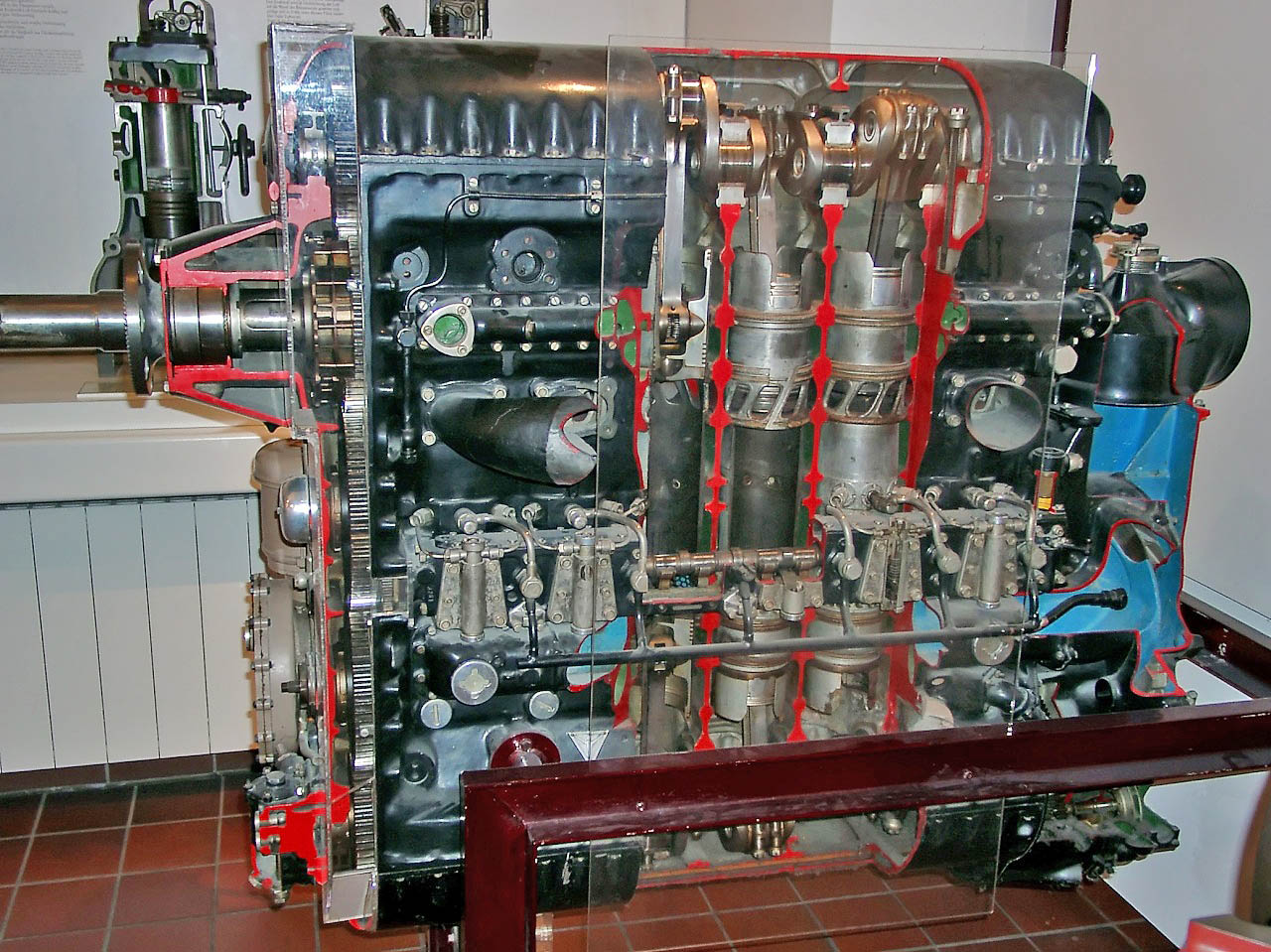
ユンカース ユモ 205航空用ディーゼルエンジン

- ユンカース ユモ 205 - 及び派生型のユモ206/207/208/218航空用エンジンは、対向ピストンエンジンで最も著名な形式の一つ。ユモの対向ピストンエンジンシリーズ[注釈 1]はごく初期のサイドロッド方式（クルップ式）のもの以外は、排気量と過給機の方式が異なるのみで、基本的な構造は共通している。
- ユンカース ユモ 223 - 及び発展型のユモ224航空機用エンジン。4つの対向シリンダーを正方形に配置する非常に複雑なエンジンで、実用化には至らなかった[4]。

- クルップ・HK型エンジン - クルップがユンカースより航空用上下対向エンジンの資料提供を受け、トラックやモーターボート向けディーゼルエンジンとして再設計したもの。700  ccの2ピストン単気筒エンジンを複数並べる事で排気量を増大させるモジュール設計を採用している。ユンカースの元設計が上下のピストンが2本の独立したクランクシャフトを持ち、ギア駆動で出力軸に動力伝達するのに対して、クルップ・HKシリーズは上側ピストンが2本の長いコネクティングロッド（サイドロッド）を持ち、その下端を下側ピストンの直下に配置された1本のクランクシャフトにつないで駆動する設計になっている。これは車体のできるだけ低い位置に変速機を配置する必要があるホチキス・ドライブ（英語版）方式の後輪駆動を考慮した設計変更である。また、独立した掃気用過給機は持たず、上側ピストンの上下動により掃気を行うデイ式2ストローク機関のクランクケース掃気の概念も持ち合わせている。日本では「クルップ-ユンカースエンジン」と呼ばれ、日本デイゼル工業・ND型→鐘ヶ淵デイゼル工業・KD型ディーゼルエンジンの基礎となっている。KD型は、鐘ヶ淵デイゼル工業→民生産業→民生デイゼル工業となった後の1955年（昭和30年）までに製造を終了しているが、ドイツ民主共和国（旧東ドイツ）では汎用エンジンとして1980年代まで製造されていた。フランスではプジョーの子会社であるディーゼルエンジン製造メーカーの Compagnie Lilleoise de Moteurs（CLM、現在のインデネール（英語版））がクルップ-ユンカースディーゼルをライセンス製造していた[5]。

1914年に発表されたビームを用いた2気筒対向機関「シンプソンズ・バランスド・エンジン」

- スルザー・ZG9（英語版） - スルザーにより開発された船舶用エンジン。ピストンは上下に対向しているが、クランクシャフトへの動力伝達は蒸気機関の大気圧機関（英語版）のように、ロッカーアームに似たビームを介して行われているという、ビームエンジン（英語版）と類似した構造を持つ事が特徴。このような構造自体は1914年に「シンプソンズ・バランスド・2ストローク」なる空冷オートバイ用エンジンとして発表されているが、スルザー・ZG9は掃気にスーパーチャージャーではなくビームにより駆動される掃気用ピストンが用いられているため、単気筒のエンジンを構成する際に「2つのシリンダーと3つのピストンが使用される」という非常に特異な構造となっている。

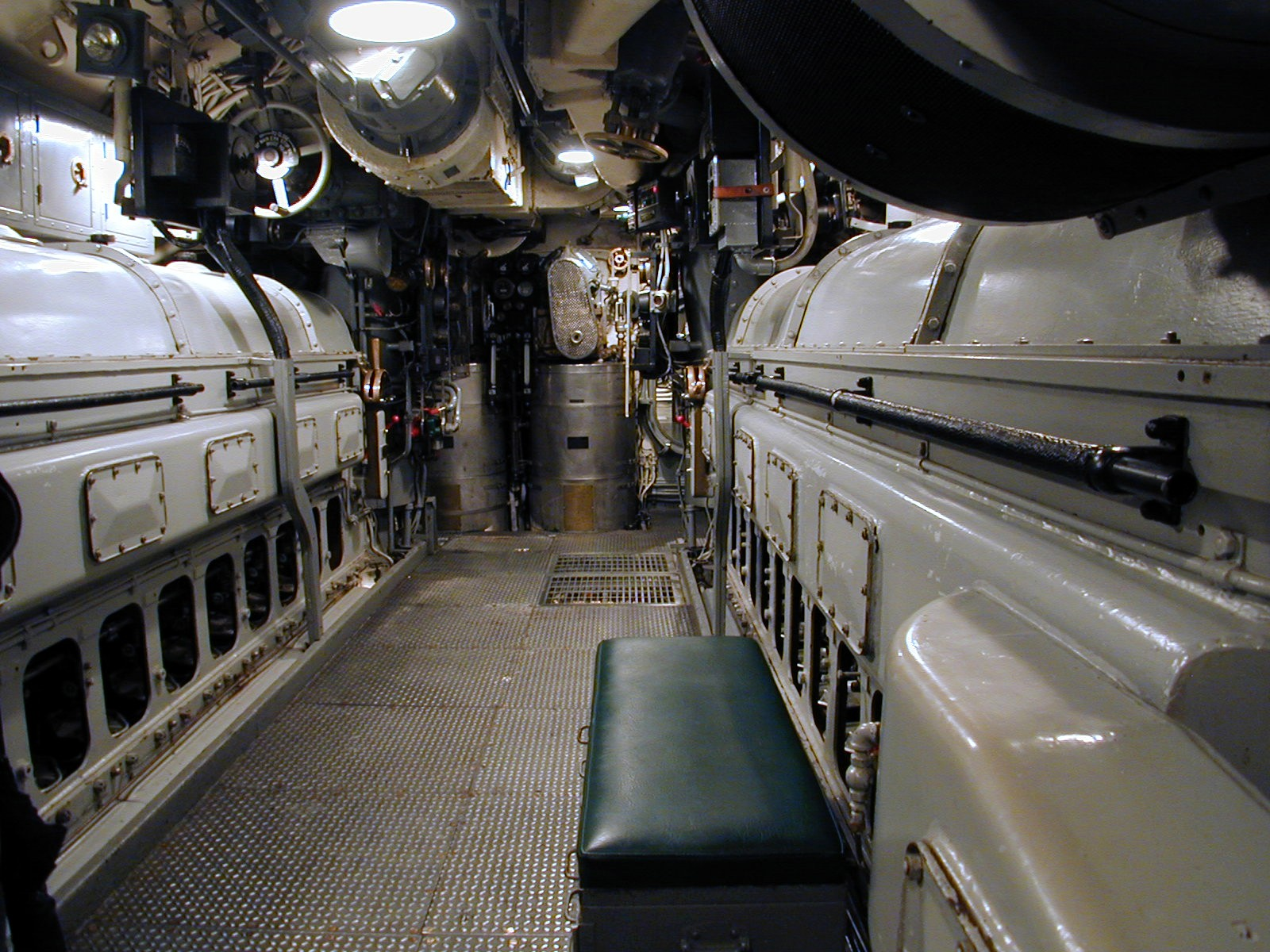
アメリカ海軍の潜水艦であるパンパニト SS-386のフェアバンクス モース 38 8-1/8 ディーゼル機関

- フェアバンクス-モース 38 8-1/8 ディーゼル機関（英語版） - ユモ205を参考にしたともいわれる潜水艦用エンジン。後に38Dシリーズとして鉄道にも採用される。
- ネイピア デルティック - ユモ223を参考にしたともいわれる3つの対向シリンダーを三角形に配置した魚雷艇用エンジン。後に鉄道でも採用されるが、デルティック保全協会（英語版）のような専門組織でなければ整備できない複雑さが災いし、鉄道では短期の採用に終わっている。
- DKW・KS1 - ドイツ第三帝国のDKWは戦前より過給機付きスプリット・シングル2ストロークエンジンのロードレーサーの開発を行っていたが、ドイツの敗戦により技術者は西側諸国へ亡命したり、ソビエト連邦に連行されるなどの被害を被った。DKWに残された資料を基にドイツ民主共和国のIFA (オートバイ)（英語版）が1946年から1949年に掛けて4台製造したKS1は、対向ピストン式の過給機付き2ストロークエンジンであった。FIMは1946年にロードレーサーへの過給機の搭載を禁止したが、東ドイツは1951年までFIMから離脱していたため、その間KS1はFIM非公認レースにおいては支配的な強さを誇ったという[6]。250 ccモデルは公称45馬力/7,000 rpmとされていたが、1989年にダルムシュタット工科大学のグループが250 ccモデルのレストレーションを行ったところ、公称値を20馬力も上回る65馬力を発揮したという[7]。
- コマー・TS3（英語版） - 英国の商用車メーカー、コマー（英語版）が1960年代まで用いていた直列3気筒エンジン。コマーの親会社ルーツ・グループはR.A.リスター（英語版）と合弁で「ルーツ-リスター」ブランドの産業用エンジンを販売したが、売り上げは振るわなかった[8]。同時期にブラックストーン (企業)（英語版）と合弁で「ルーツ-リスター・ブラックストーン」ブランドでTS3を船舶向けとして販売し、その多くが今日も現存している。その後直列4気筒のTS4も開発されたが1968年にルーツ・グループごとクライスラーに買収された為、市販には至らなかった。構造的にはスルザー・ZG9の掃気用ピストンを、一般的なルーツ式スーパーチャージャーに置き換えたような構成となっている。
- ブリティッシュ・レイランド L60（英語版） - FV4201 チーフテンで採用された6気筒エンジン。
- コヴェントリー・クライマックス H30 - 戦車などに搭載する補助エンジンとして開発された900 ccディーゼルエンジン。「ハイオクタンガソリンから軽油まであらゆる燃料で動作し、-40度の極寒でも始動性を損なわない事」という非常に過酷な性能要件を課されており、アームストロング・ホイットワースの船舶用エンジンの設計を元にコヴェントリー・クライマックスが開発した。レイピアミサイルシステムやFV4030/4 チャレンジャー1、ハリド/シール1 MBTなどで採用されている。
- ロールス・ロイス K60 - FV432やStrv.103で採用されたエンジン。
- ハルキウ・2D100 - TE3形ディーゼル機関車にて用いられた鉄道車両用エンジン。後に10気筒まで拡大した10D100がTE10 (機関車)にて採用された。12気筒の9D100型も設計されたがこちらは採用される事はなかった。V・O・マールィシェウ記念工場が製造するD100シリーズの一連のエンジンは、FM 38Dシリーズをリバースエンジニアリングしたものとされる。
- KhPZ 5TDF（ウクライナ語版） - T-64、オブイェークト775、T-55AGM、T-54(近代化改修型)で用いられている。
- ハルキウ内燃機関設計局（ロシア語版）(HKBD) 6TD1（ウクライナ語版） - T-72AG、PSP T-72MP、T-80UD ベリョーザ、T-84、T-84U オプロートで用いられている。
- ウィリアム・ドックスフォード・アンド・サンズ（英語版） - ドックスフォード社は船舶のスクリュープロペラを直接駆動するための非常に巨大な対向ピストンディーゼルエンジンを製造していた。比較的小型の船舶の電気推進の発電用に対向ピストン機関を用いたメーカーは多いが、大型船舶の直接の動力に用いた例はドックスフォードが唯一の存在である。1912年にユンカースよりオッヘルハイザー型定置エンジンのライセンスを購入し、その設計を元に船舶用のクロスヘッド（英語版）型エンジンを製作した。最高出力は20000馬力に達し、一部のモデルは米国のメーカーでもライセンス製造されたが、1980年にドックスフォードはこの形式のエンジンの製造を取り止めた[9][10]。
- ヴィンセント・ライフボート・エンジン（英語版） - 第二次世界大戦中にイギリス空軍がヴィンセント・モーターサイクル（英語版）に開発させた空中投下式救命艇用エンジン。太平洋戦争での大日本帝国海軍及び同陸軍航空隊との戦闘を想定し、海上で撃墜されたパイロットが安全に陸地へ帰還できるよう、「50英ガロン（約230リットル）の燃料で1000マイル（約1,600 km）を航走出来る事」という極めて厳しい性能要件が課された。その結果、対向ピストン機関かつクロスヘッド方式の複動式機関という極めて特異な設計を持つに至った。テストの結果は良好であったが、当時の英国航空省が海上救難に対して無理解であった事や、太平洋戦線が日本の敗戦により早期に終結してしまった事もあり、50台程の製造と僅かな数の救助実績を残したのみに終わった[11]。

### 近年の動向
2000年代以降、軽飛行機向けの航空機用エンジンとしてユモエンジンと類似した設計の2ストロークディーゼルの対向ピストン機関が開発される事が多くなっている。これは従来から主流であるコンチネンタル・モータースやライカミング・エンジンズ製の水平対向ガソリンエンジンと比較して、高価な有鉛ガソリンを使用しなくて良いので燃料費が安く済み、エンジントラブルの際の発火の危険性が低く、同社製水平対向エンジンと似たレイアウトを採る事で置換え需要を容易に賄える事などが挙げられる。
- アカーテス・パワー（英語版） - 2004年に米国で設立されたベンチャー企業が開発するエンジンで、ユモエンジンを再設計し現代の自動車排出ガス規制や燃費規制に適合するようにしたもの。次世代のディーゼルエンジンとしてアメリカ陸軍が費用面での援助を行い開発が進められている。
- FA・エメラルド（ドイツ語版） - ドイツの超軽量動力機メーカーであるフレーミング・エア社が2003年に発売した機体。2004年に2気筒80馬力の対向ピストンディーゼルエンジンを搭載した特別機「FA01スーパーサファイア」をテスト飛行させている。このエンジンはユモエンジンと異なり、上下クランクシャフトと出力軸の動力伝達には歯付ベルトのベルトドライブが用いられていた。同社は標準選択のロータックス 912やジャビル・2200（英語版）とは別に、オプション選択でディーゼルエンジンを選択する予定を立てていたが、その後目立った動きが無いまま現在に至っている[12]。

エコモーターズ・OPOCエンジン

- エコモーターズ（英語版）・OPOCエンジン - 2008年に米国で設立されたベンチャー企業が開発するエンジンで、元フォルクスワーゲン技術者のピーター・ホーフバウアーが開発し、ナビスター・インターナショナルやビル・ゲイツ、ビノッド・コースラらの投資家グループが出資している。OPOCとは「対向ピストン対向シリンダー(Opposed Piston Opposed  Cylinder)」の頭字語であり、ゴブロン-ブリリエやクルップ・HK型のようなサイドロッド式の対向ピストンシリンダーを左右に2つ並べて水平対向エンジンとしたような構造をしている。
- ピナクル・エンジン - 2007年に米国で設立されたベンチャー企業が開発するエンジンで、ユモエンジンを4ストローク火花点火内燃機関として再設計したものである。バルブトレインにはスリーブバルブが採用されている[13]。
- Dair・100エンジン - 英国のディーゼルエア・リミテッド社が開発する100馬力、2気筒の航空機用ディーゼルエンジン（英語版）。ユモエンジンの設計を踏襲しているが、出力軸はエンジンのほぼ中央に配置されている。これは競合する4ストローク水平対向4気筒をそのまま置き換える事を想定しているためである[14]。
- スーペリア・ジェミニエンジン - 英国のパワープラント・デベロップメント社が開発していた100馬力、3気筒の航空機用ディーゼルエンジン。3気筒である事を除いてはDair・100エンジンと類似した構成であったが、2014年に同社は倒産し、米国スーペリア・エアパーツ（英語版）社に買収された。スーペリア社ではスーパーチャージャー付き100馬力エンジンと、ターボチャージャー付き125馬力エンジンをラインナップしている。[15]。
- ウェスレイク・エアロエンジン（英語版） - フォーミュラ1のレース用エンジン開発などを行っていた英国のエンジンメーカー、ウェスレイク（英語版）が2014年に開発した85馬力、2気筒の航空機用ディーゼルエンジン[16][17]。
- BWM・マリンエンジン - 英国BWM Ribs社が2014年に開発したモーターボート用ディーゼルエンジン。スーパーチャージャー付き80馬力エンジンと、ターボチャージャー付き100馬力エンジンをラインナップしている[18]。

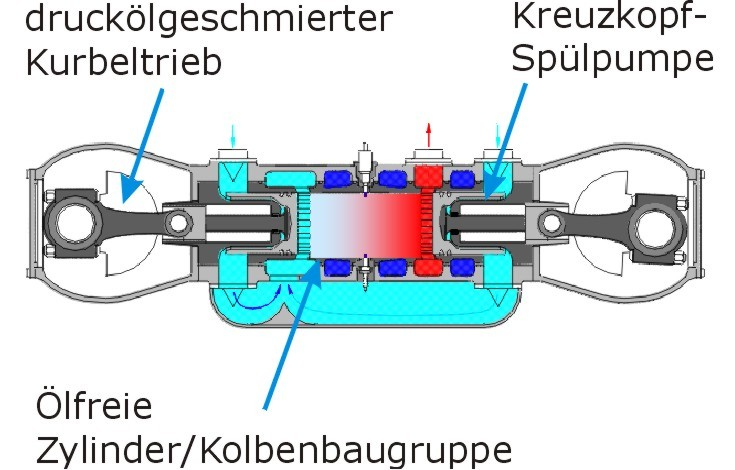
ゴーレ・エンジン

- ゴーレ・エンジン - ドイツ人技術者、ヘルマン・ゴーレ（英語版）が開発している対向ピストンエンジン。クロスヘッド方式を採用しており、エンジンオイルはクランクシャフトのみを潤滑し、ピストンリングの材質に自己潤滑性のあるグラファイトを用いる事で、シリンダー潤滑はオイルフリーとしている。ピストン系統をクランク系統から完全に分離している事から、上下ピストンの下降を掃気に用いる事ができ、外部過給機を必要としないほか、エンジンオイルの劣化が起こりにくく排気ガスも綺麗であるという特徴がある[19]。